# ابوتسبری، نیو ساوت ولز
ابوتسبری (به انگلیسی: Abbotsbury) یک حومه شهر در استرالیا است که در نیو ساوت ولز واقع شده‌است.